# Monte Safor
El monte Safor, o Azafor como se señala en algunos textos y mapas, está situado en la comarca de la Safor, en el sureste de la provincia de Valencia (España). Forma parte de la sierra de Ador. Su cima tiene una altitud de 1013 metros sobre el nivel del mar.

## Geología
Todos los relieves del sur de la provincia de Valencia y del norte de la de Alicante pertenecen a los sistemas Prebéticos, orientados de sudoeste a noreste y que se prolongan bajo las aguas del Mediterráneo hasta las islas Baleares. Una de las cordilleras de estos sistemas es la que forma un anfiteatro próximo a Villalonga que se ha originado por la erosión a partir de un meandro encajado del río Serpis. El circo de la Safor comprende unos 800 m desde la base hasta la cima donde se puede observar la famosa «finestra» (ventana) de la Safor. El hundimiento de esta especie de circo o anfiteatro de grandes proporciones no se debió a ningún cataclismo, sino a la lenta socavación de la base por el río Serpis, por un lado, y a la constitución estratigráfica de la ladera norte de la sierra de La Safor, donde se alternan capas de rocas poco consistentes (arcillas y otras rocas sedimentarias poco consolidadas) con otras formadas por calizas y margas, más resistentes, pero de un espesor relativamente escaso. A todo ello se vino a unir el hecho de las fuertes pendientes, el que el río Serpis siga una especie de fractura tectónica y, sobre todo, que el monte de la Safor esté orientado hacia el norte, con lo que la lluviosidad y la posibilidad de erosión son siempre mayores que en las laderas que miran hacia el sur. Además, durante alguna glaciación se pudo originar una especie de circo glaciar cuyos deslizamientos pudieron ocasionar un derrumbe masivo a partir de la cornisa superior lo cual conformó un excelente ejemplo de la cuenca de recepción de un torrente.
La relativa lentitud del proceso erosivo que formó el circo de la Safor queda demostrada por la curvatura hacia abajo del estrato calizo en la parte superior de la cuenca. Ello se explica por la adaptación a un proceso de meteorización química: dicho estrato calizo conforma una estructura rígida pero puede llegar a deformarse con el tiempo por la fuerza de gravedad y por la meteorización. 
Este tipo de meteorización, explicado en el artículo sobre las margas, consiste en un proceso de tres partes:
- La absorción de dióxido de carbono por el agua de lluvia, con lo que se transforma en ácido carbónico.
- La transformación del carbonato cálcico de las rocas calizas, que no es soluble, en bicarbonato cálcico, que sí lo es, gracias a la acción del ácido carbónico que baja con el agua de lluvia.
- Por último, la evaporación del agua en el bicarbonato cálcico, transformándolo de nuevo en carbonato cálcico. En este último proceso, el nuevo carbonato cálcico va depositándose por gravedad en el estrato original y lo va combando siguiendo la fuerza de gravedad.